# Сырод (Калинковичский район)
Сырод (бел. Сыро́д) — агрогородок в Калинковичском районе Гомельской области Беларуси. Административный центр Сыродского сельсовета.
Рядом месторождение валуно-жвирового дорожного материала.

## География

### Расположение
В 8 км на юго-восток от районного центра и железнодорожной станции Калинковичи (на линии Гомель — Лунинец), 120 км от Гомеля.

### Гидрография
На севере мелиоративные каналы.

## Транспортная сеть
Транспортные связи по просёлочной, затем автомобильной дороге Гомель — Лунинец. Планировка состоит из прямолинейной улицы, ориентированной с юго-востока на северо-запад, к которой с севера под прямым углом присоединяются 2 параллельные между собой улицы. Застройка двусторонняя, неплотная, деревянная усадебного типа.

## История
По письменным источникам известна с XIX века как деревня в Автюкевичской волости Речицкого уезда Минской губернии. В 1879 году упоминается как селение в Автюковичском церковном приходе.
В 1929 году организован колхоз, работали смоловарня, начальная школа (в 1935 году 74 ученика). Во время Великой Отечественной войны в мае-июне 1944 года в деревне размещались жители из деревни Теребов (Петриковский район), которая находилась в прифронтовой зоне. 79 жителей погибли на фронте.
С 28 июня 1973 года центр Сыродского сельсовета Калинковичского района Гомельской области. Центр колхоза «Дружба», располагались 9-летняя школа, клуб, библиотека, фельдшерско-акушерский пункт, детский сад, отделение связи, магазин.
В 2005 году деревня Сырод преобразована в агрогородок.

## Население

### Численность
- 2019 год — 727 жителей

### Динамика
- 1897 год — 36 дворов, 266 жителей (согласно переписи).
- 1908 год — 66 дворов, 366 жителей (деревня Сыродь)[3]
- 2002 год — 231 двор, 643 жителей.
- 2004 год — 224 хозяйства, 620 жителей.
- 2009 год — 656 жителей (перепись населения)[3].
- 2019 год — 727 жителей (перепись населения).

## Экономика
- СПК "Дружба-Автюки"

## Культура
- Дом художественной самодеятельности
- Библиотека
- Музей ГУО "Сыродская базовая школа"

## Достопримечательность
- Храм священномученика Алексия Лельчицкого
- Парк

## Галерея

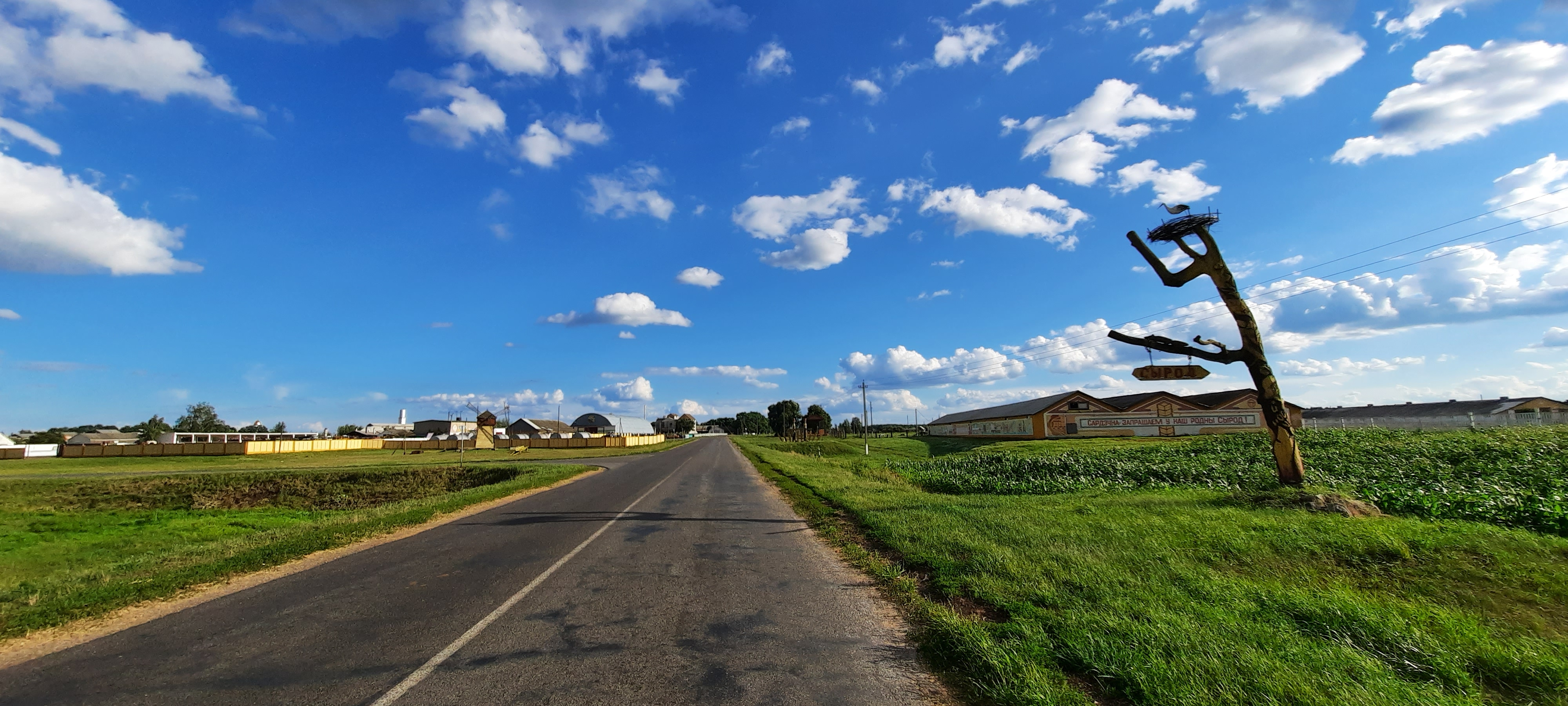
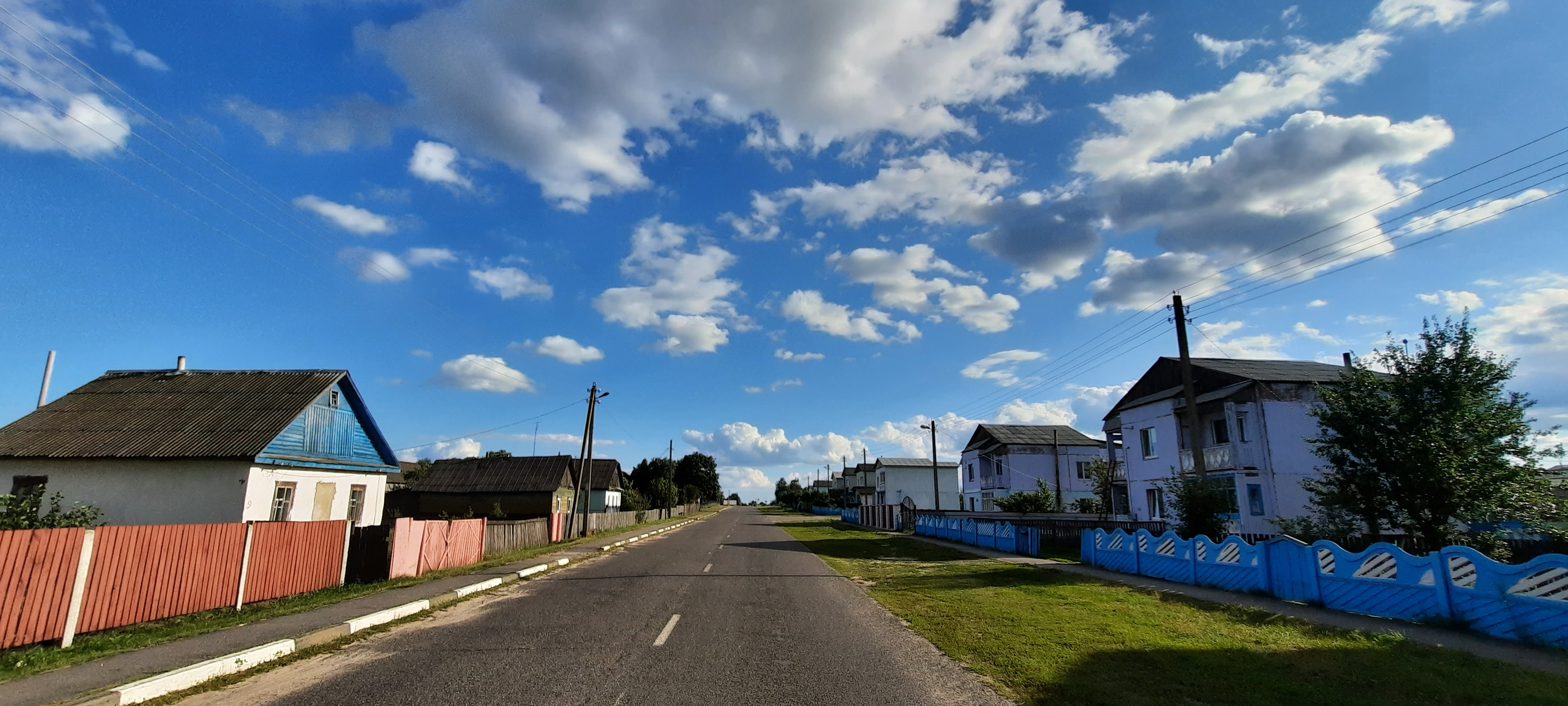
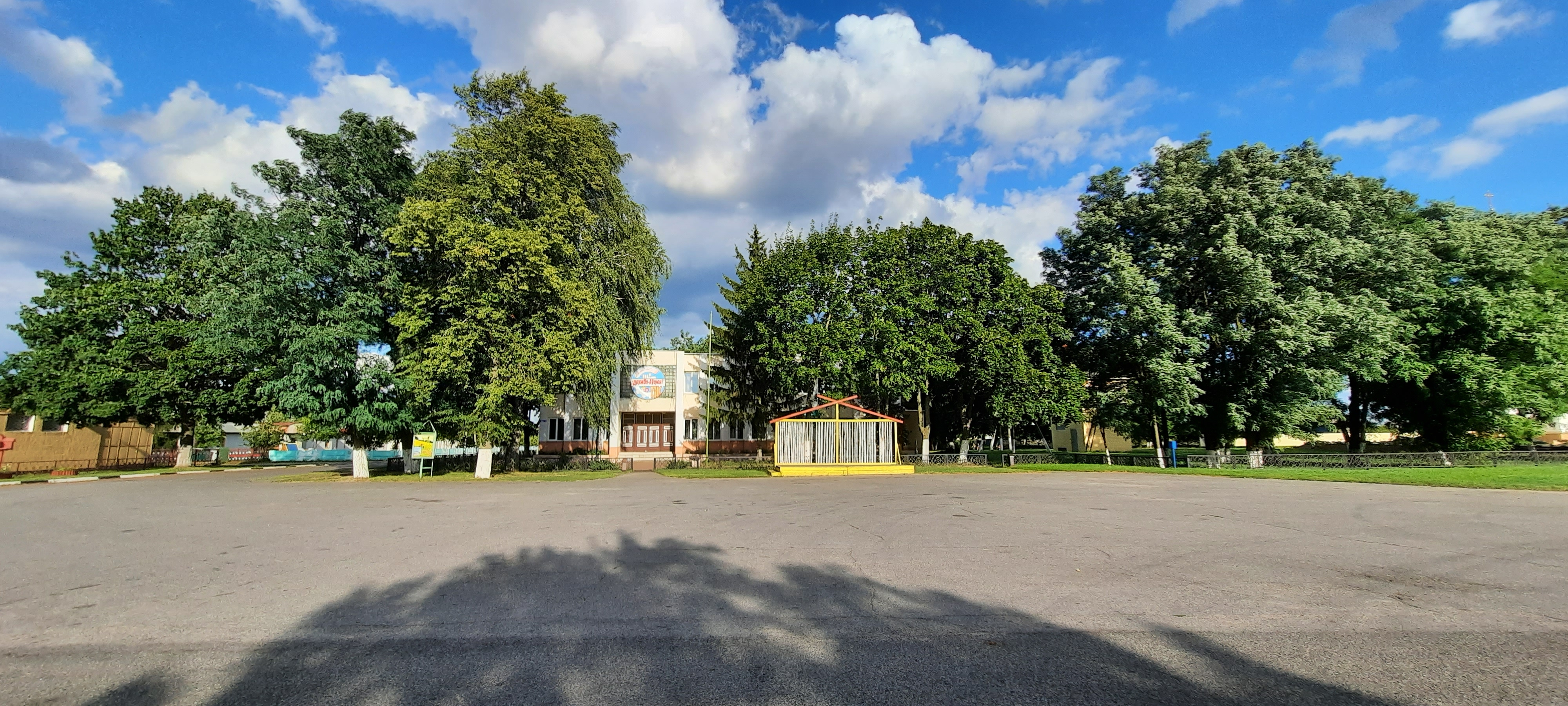
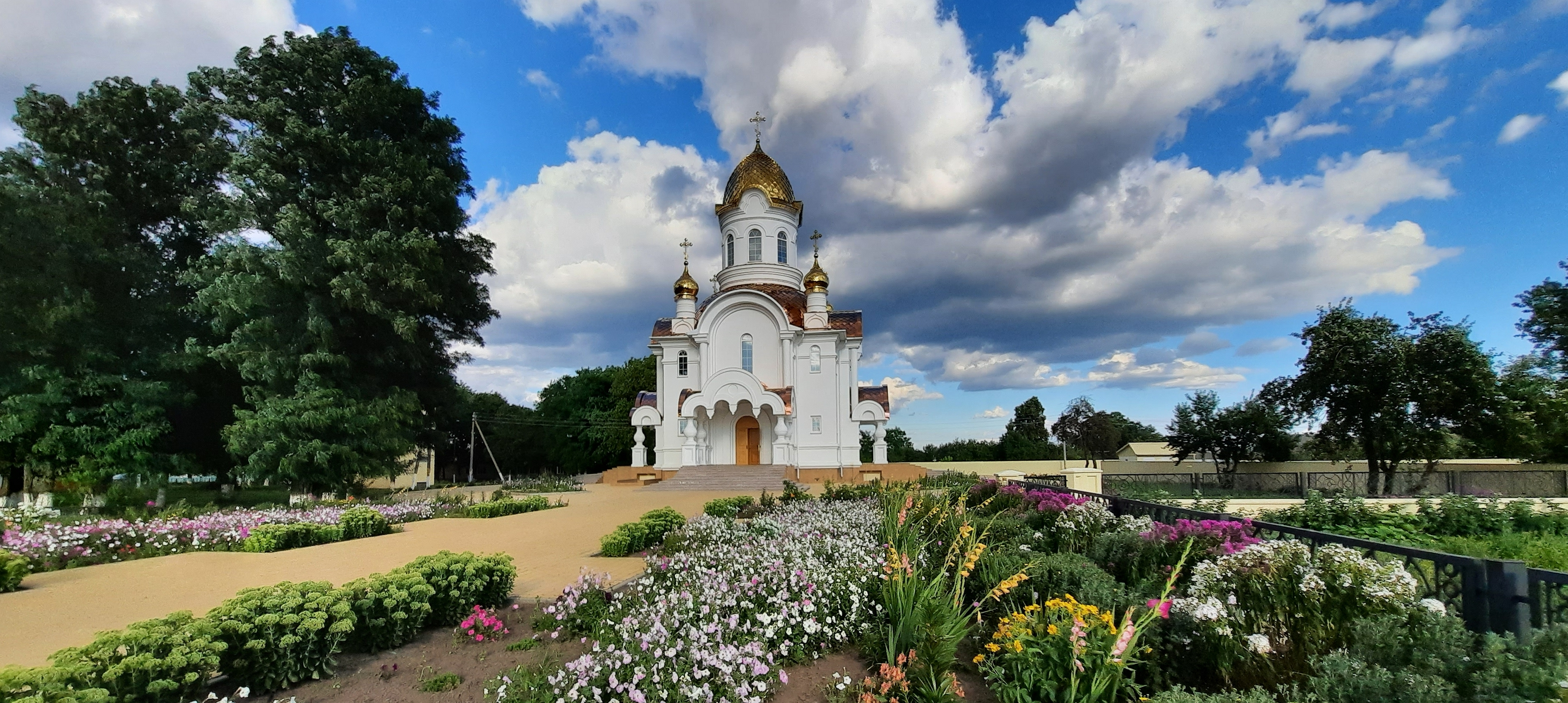
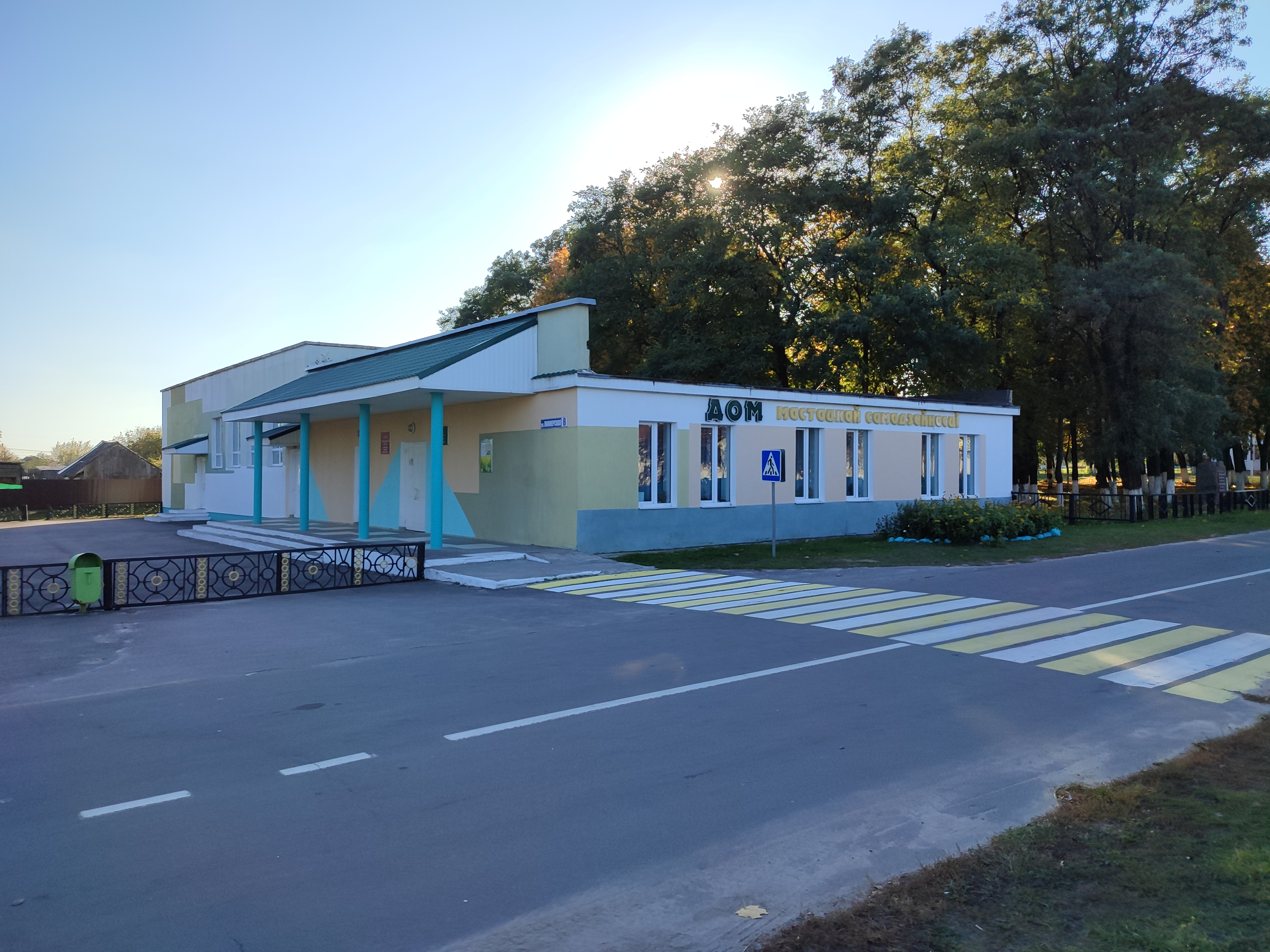
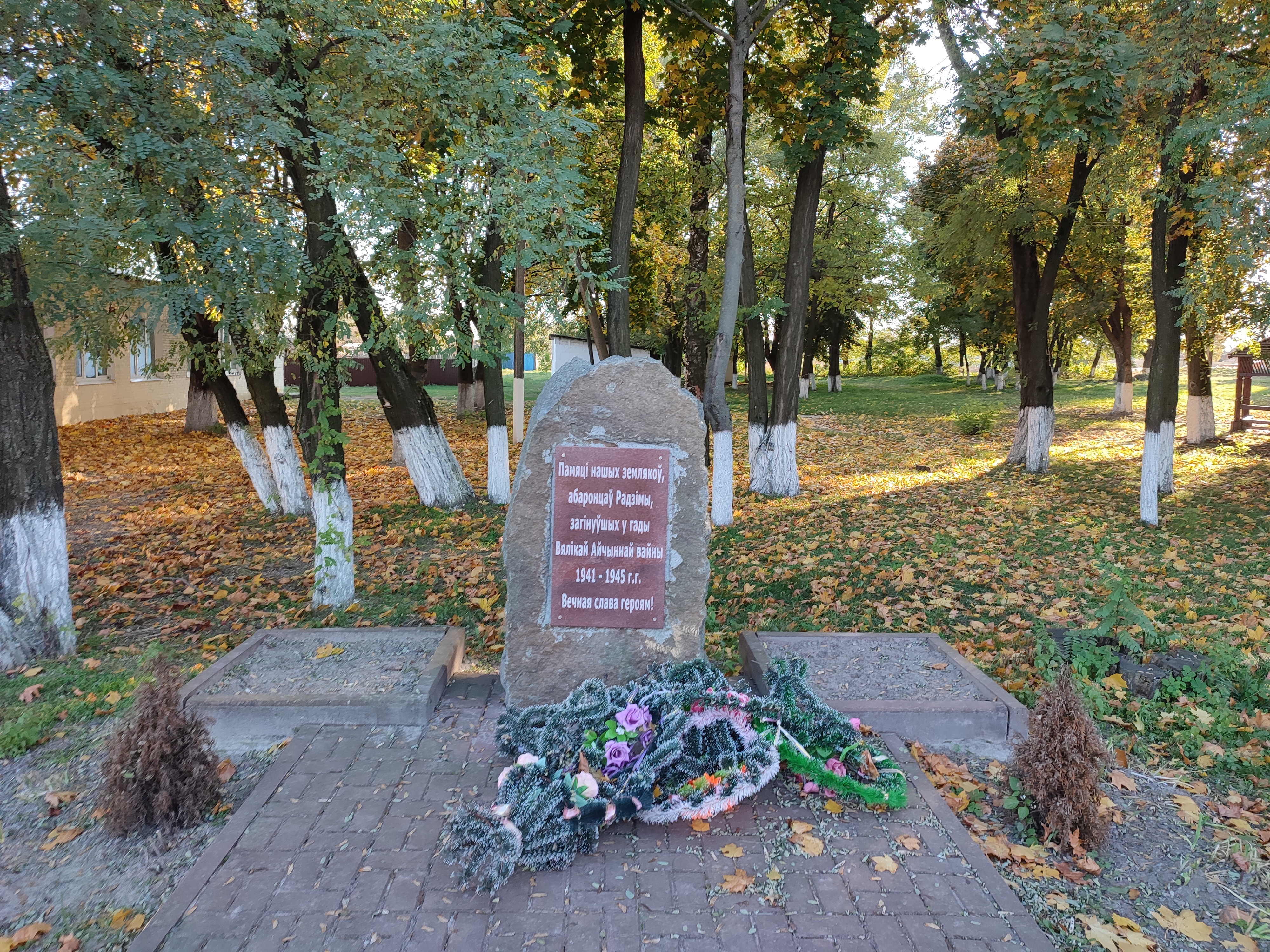
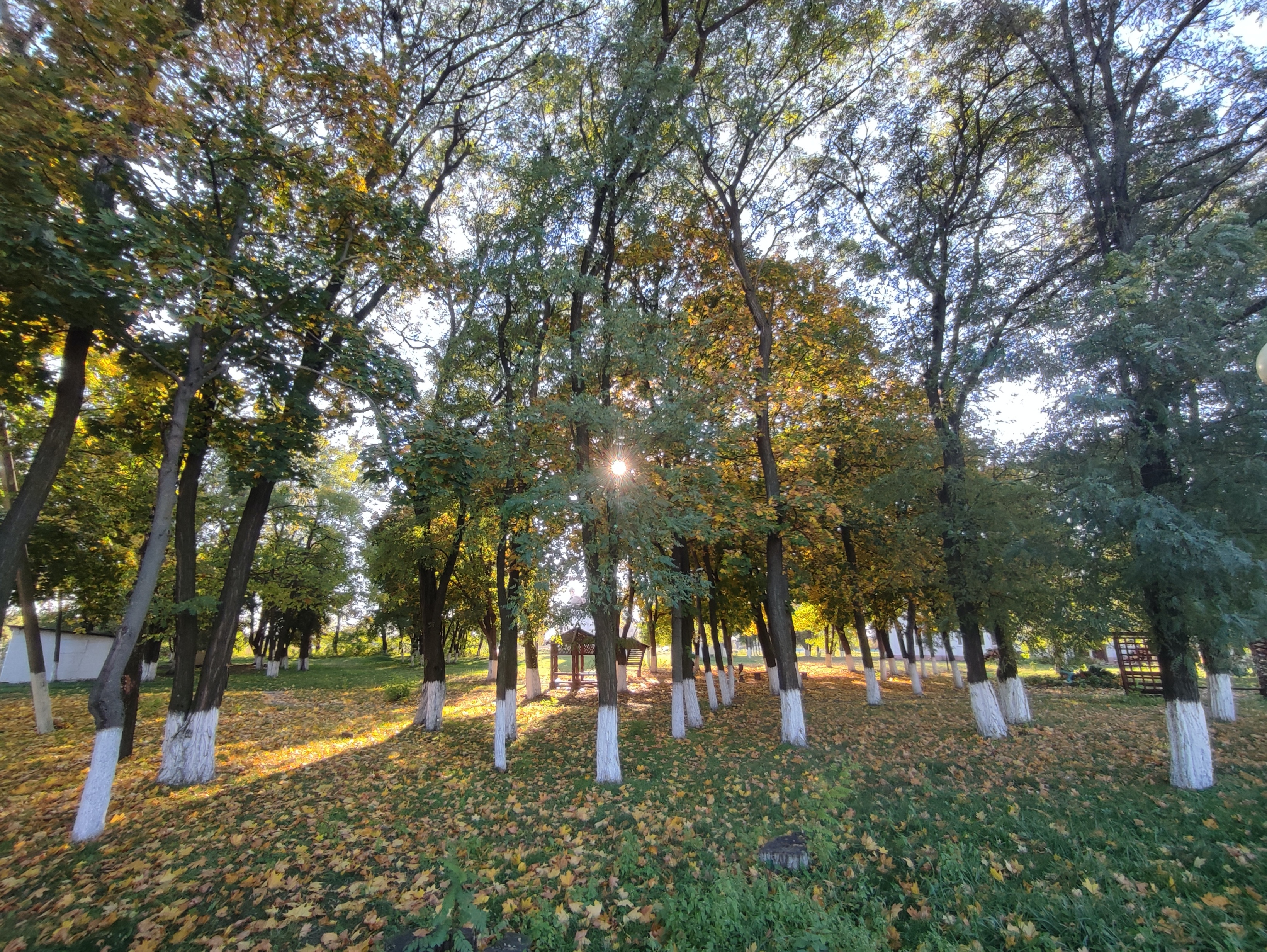
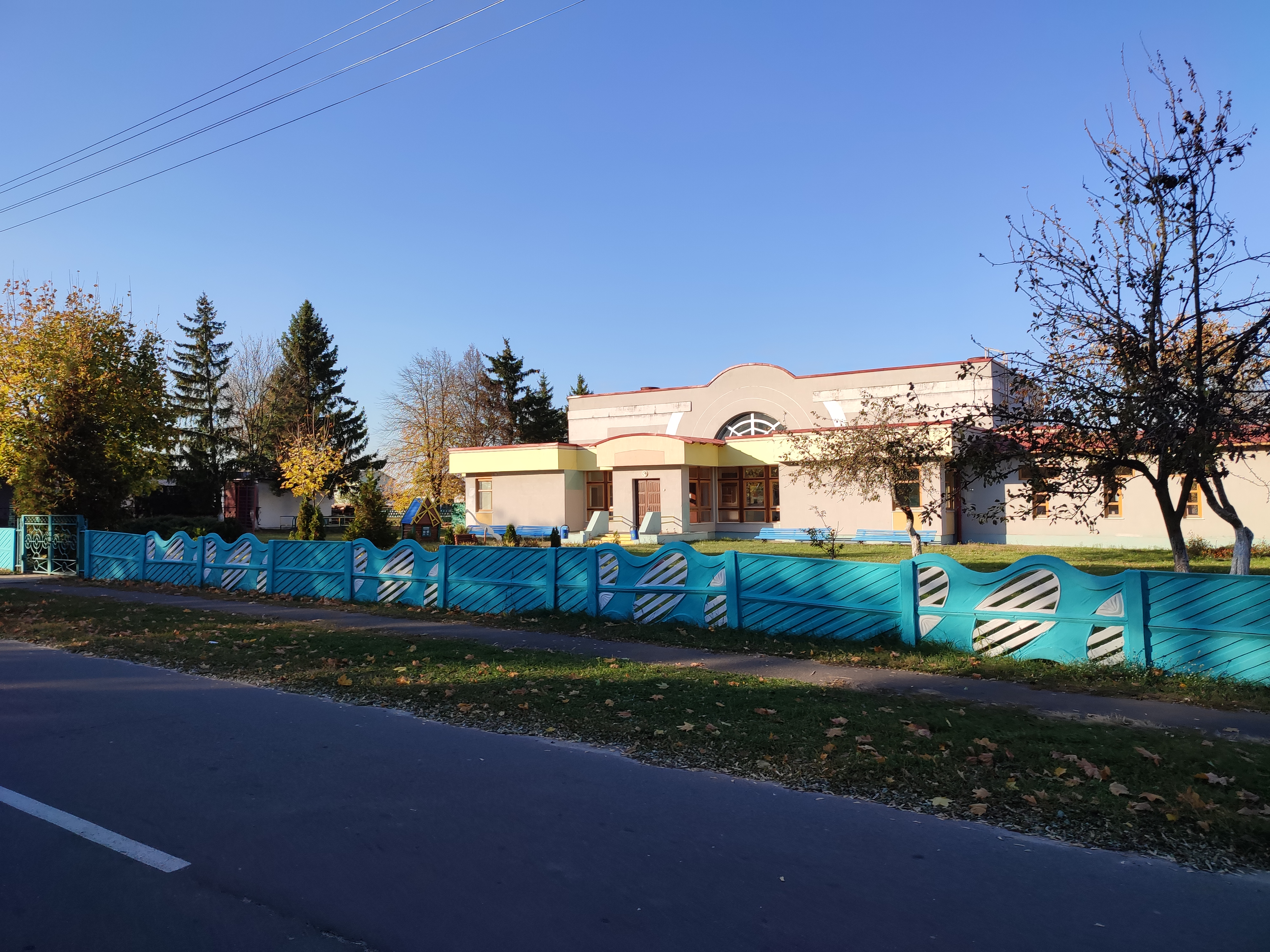
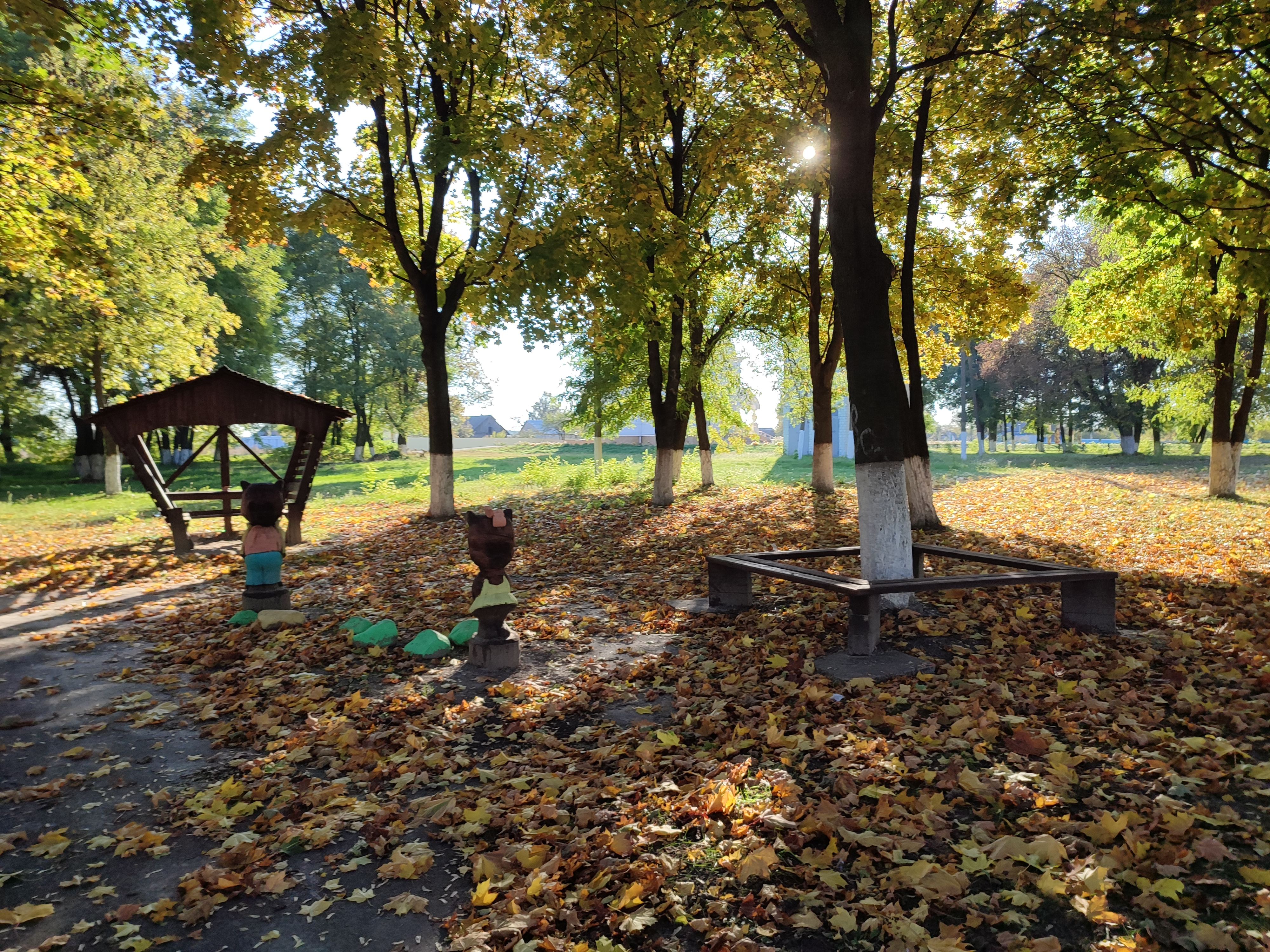
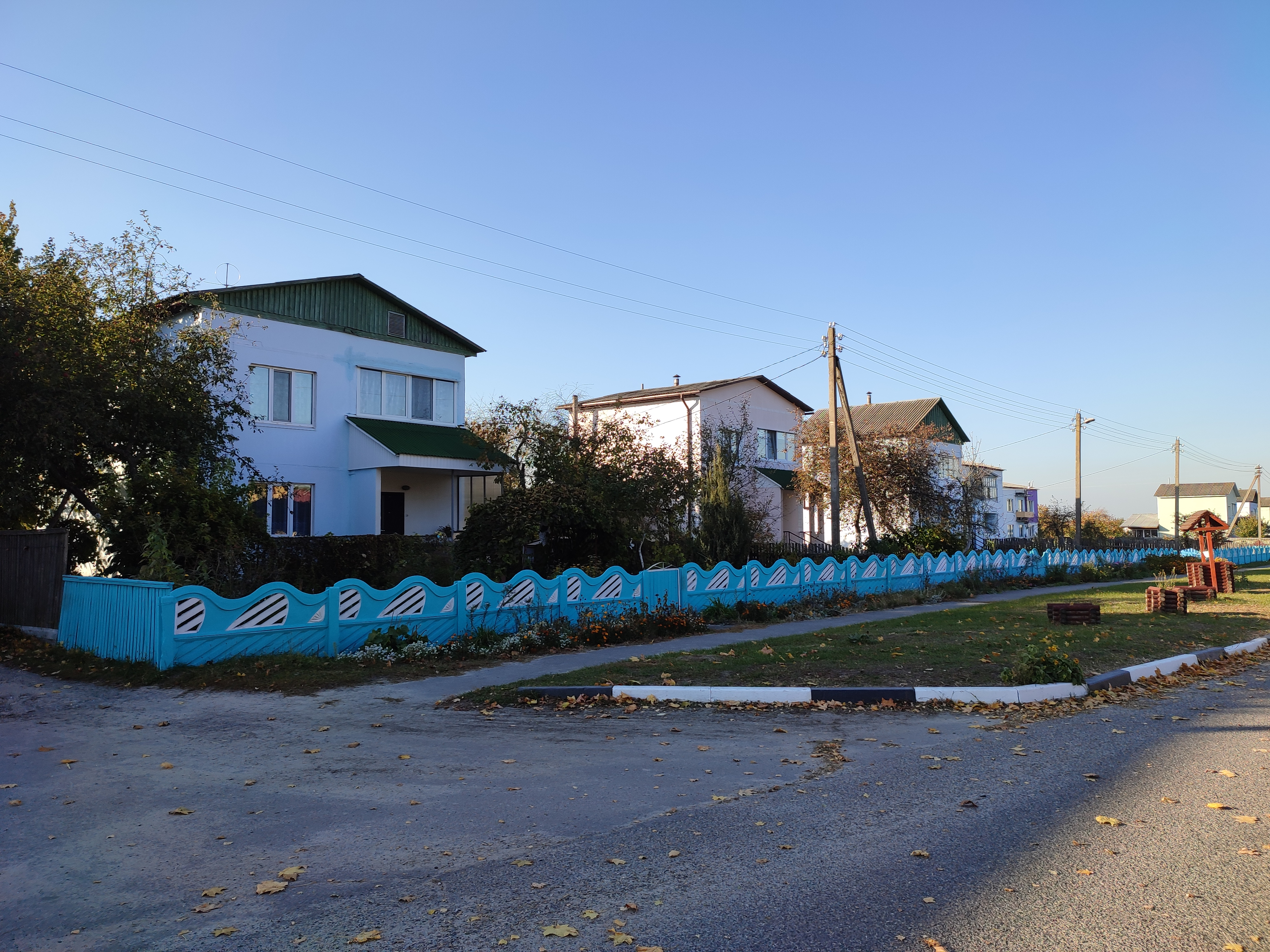
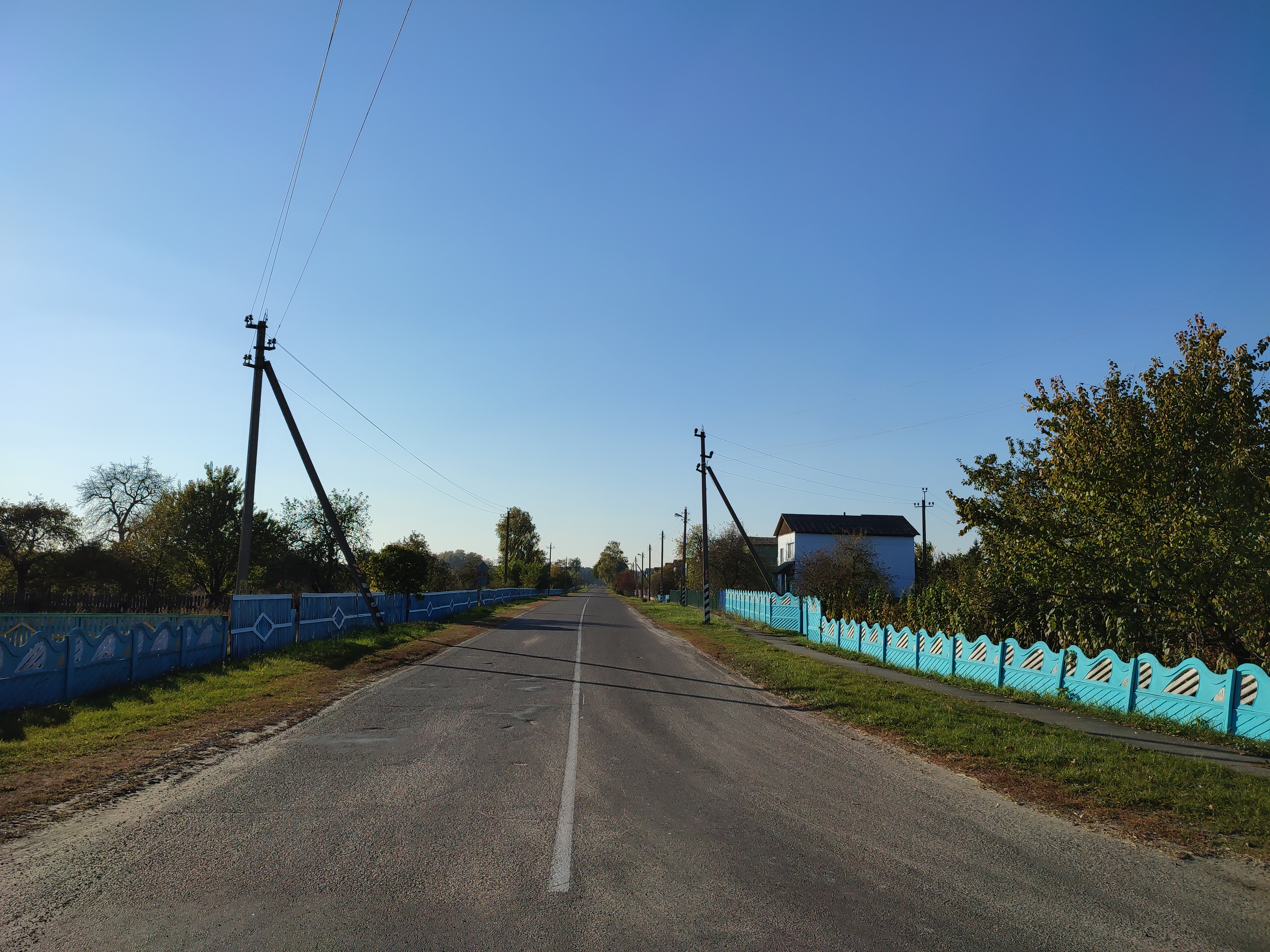
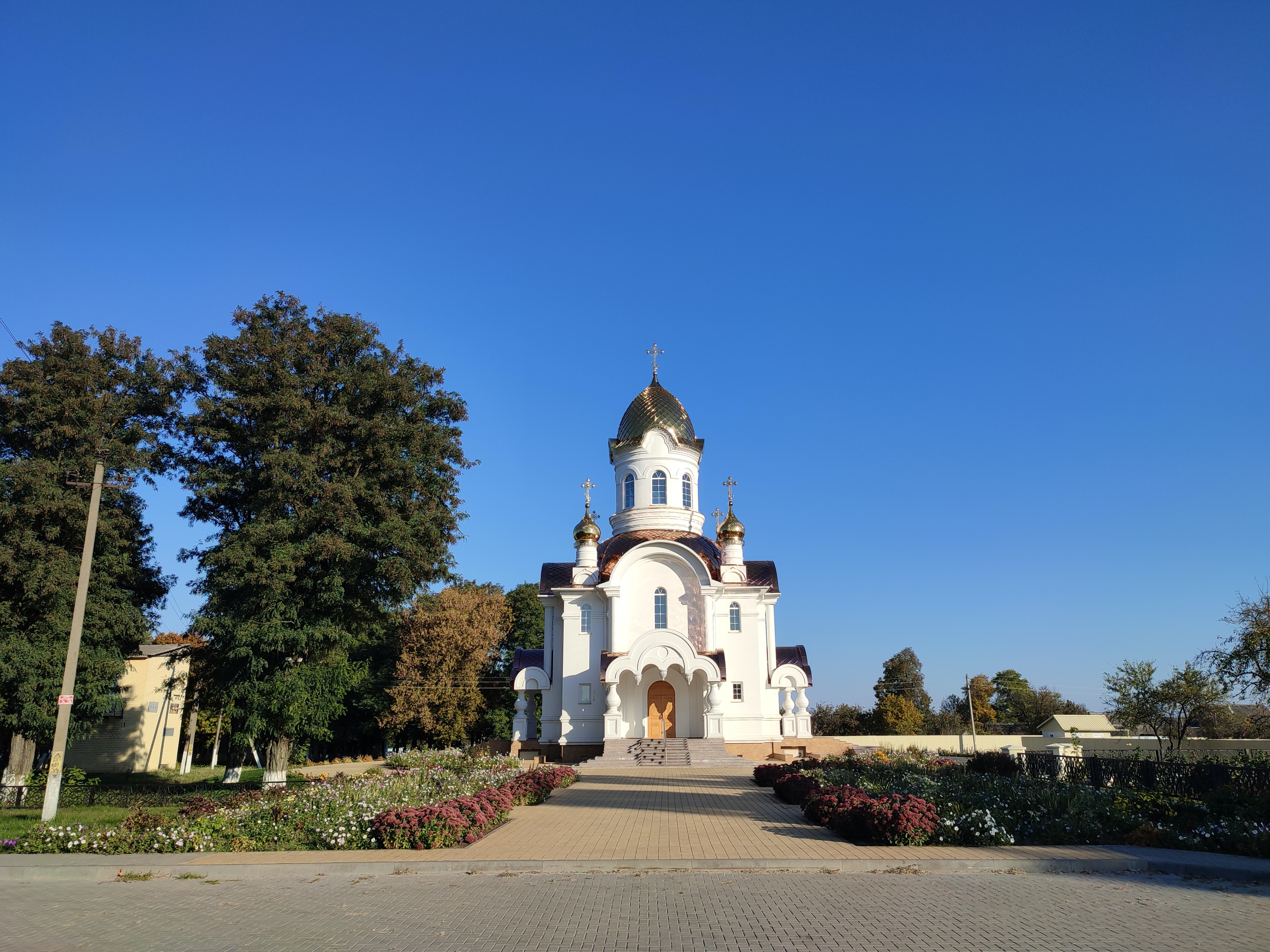
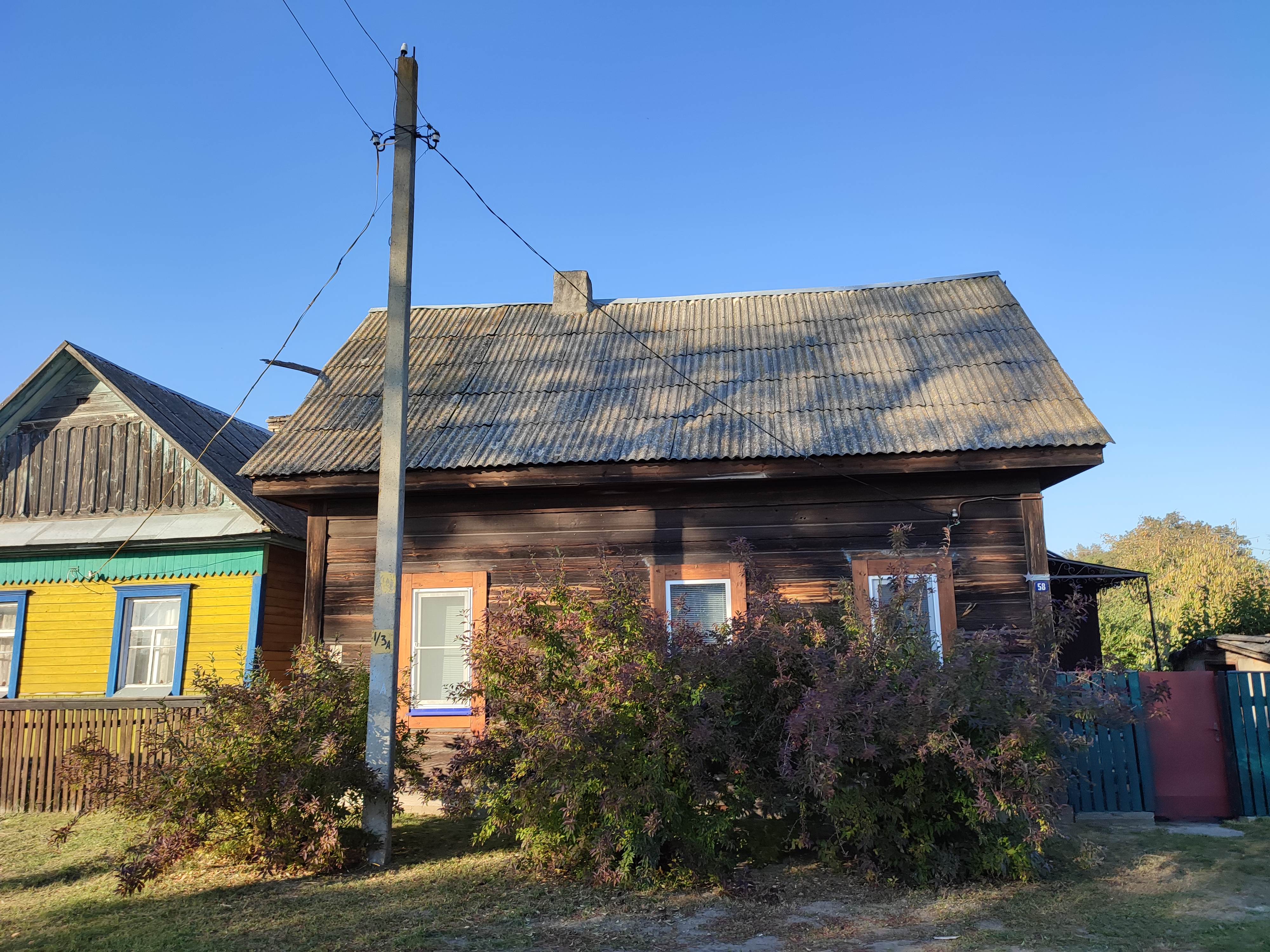
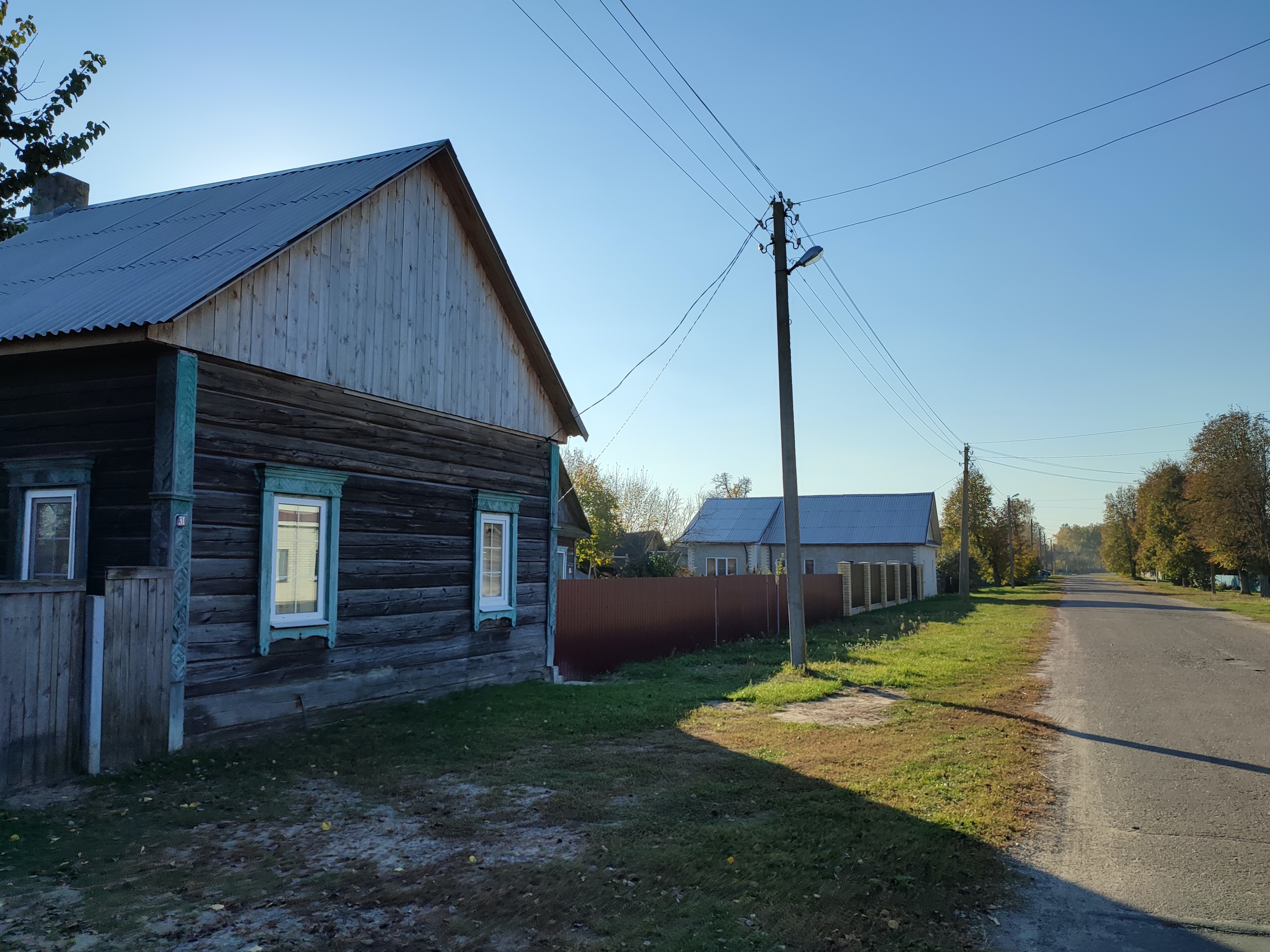
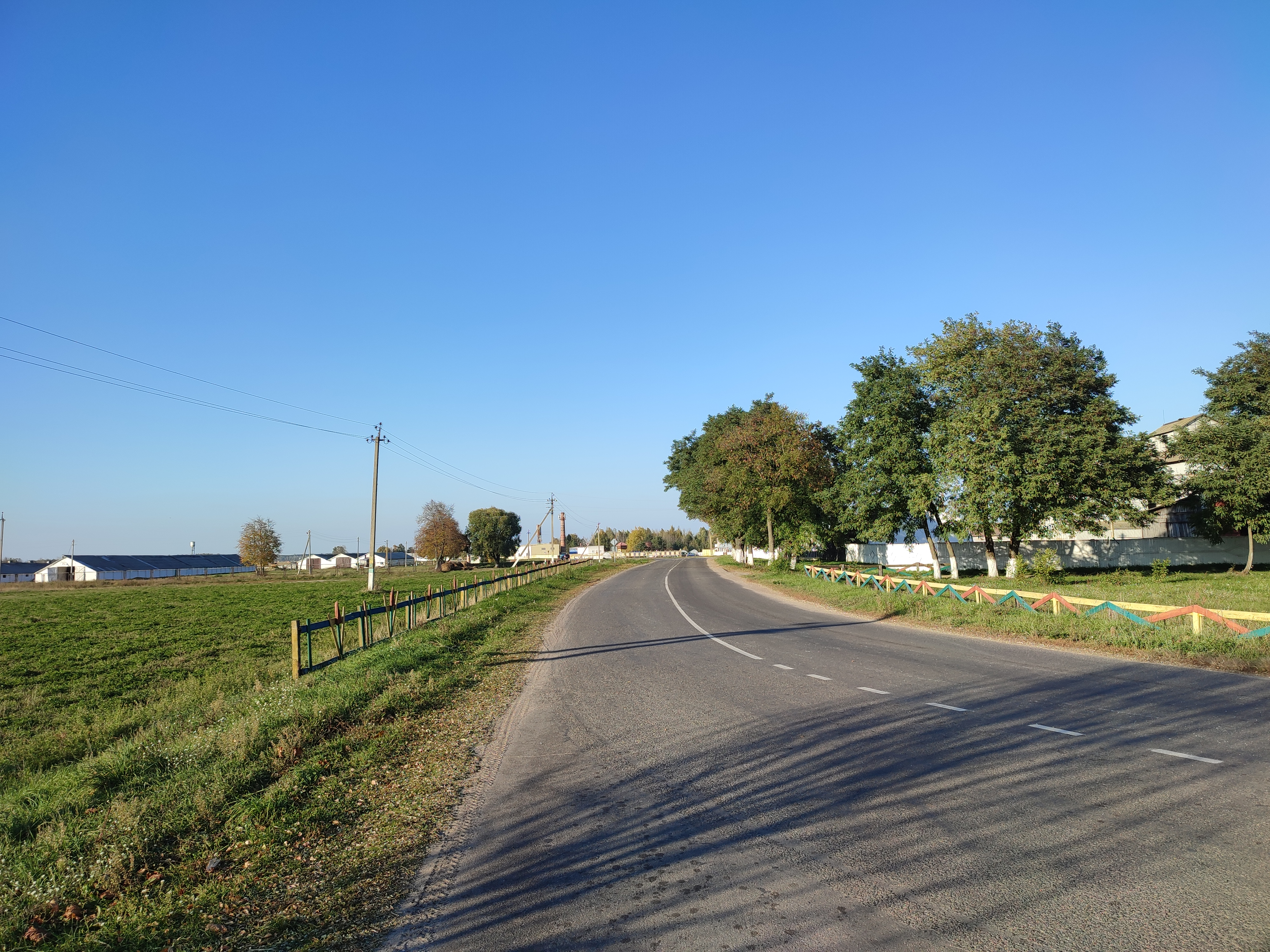
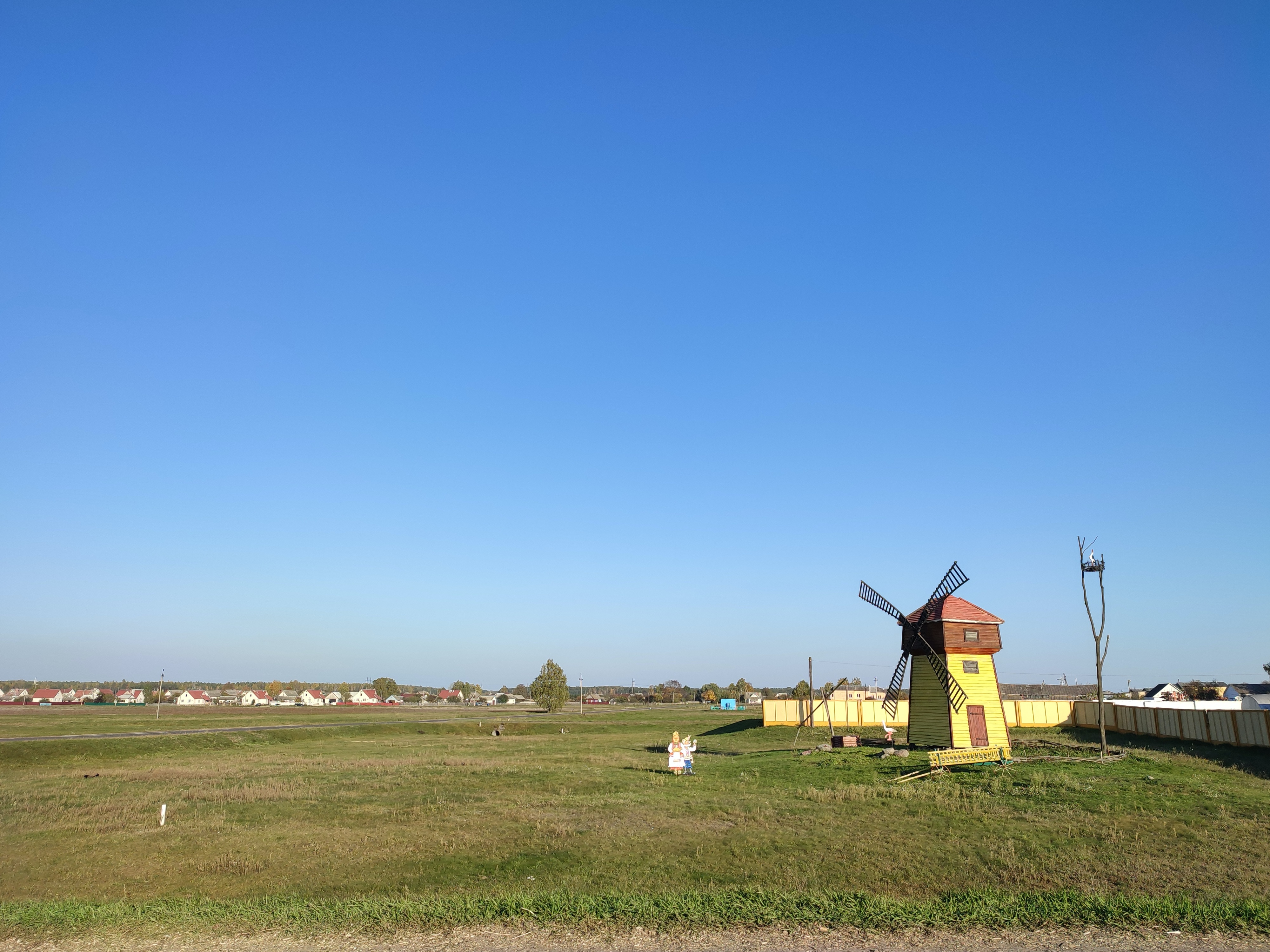

### Памятник, скульптура
- Памятник землякам